# SBB RABDe 500
De SBB RABDe 500, ook wel Intercity-Neigezug (ICN) genoemd, is een elektrisch treinstel, uitgerust met kantelbaktechniek en bestemd voor het langeafstandspersonenvervoer van de Schweizerische Bundesbahnen (SBB), de federale spoorwegmaatschappij van Zwitserland.

## Geschiedenis
De beslissing om dit type treinstel te gaan bouwen viel in 1987. De aanleiding was het concept Bahn & Bus 2000, gericht op het verkorten van de reistijd zonder ingrijpende veranderingen aan de infrastructuur. In 1995 werd een aanbesteding voor de bouw van deze treinen uitgeschreven. Op 2 juli 1996 werd de bouw van de eerste serie van 24 treinen gegund aan een consortium van Adtranz, FIAT-SIG en SWG. De aflevering begon in 1999.

## Constructie en techniek
Het treinstel is opgebouwd uit zeven rijtuigen met een aluminium frame en een frontdeel van glasvezel-versterkt kunststof (gvk). De drie rijtuigen in het midden zijn motorloos, de vier buitenste hebben in elk draaistel een elektromotor die een van de twee assen aandrijft. Deze treinstellen kunnen tot drie stuks gecombineerd in treinschakeling rijden. Zij zijn uitgerust met luchtvering. Typerend aan deze trein zijn de automatische BSI-koppelingen achter opklapbare schermen aan beide kopeinden.
Door de kantelbaktechniek is het mogelijk dat het rijtuig enigszins gaat kantelen, zodat meer comfort in de bochten merkbaar is. Hierdoor kon de snelheid verhoogd worden met 10% tot 20% in vergelijking met conventionele treinen. Met deze kantelbaktechniek ondervond de SBB ook kinderziekten. Het heeft enige jaren geduurd voordat deze treinstellen naar tevredenheid functioneerden.
Vanaf 2012 werden de 44 Intercity-kieptreinen in de onderhoudswerkplaats van SBB in Yverdon-les-Bains vernieuwd. Alle treinen kregen een fris ontworpen interieur en werden geschikt gemaakt voor het 3G/4G mobiele netwerk. De revisie, die 25 dagen duurde, omvatte ook technische onderdelen zoals draaistellen, tractiemotoren of deuren, evenals een visuele upgrade met nieuw geverfde carrosserieën en toegangsdeuren. [6] De werkzaamheden moeten tot 2019 duren en de voertuigen weer 12 jaar op de rails kunnen zetten. In 2014 was al bekend dat er in de jaren 2020 een algemene modernisering van de voertuigen op stapel stond. [7] In 2019 is het moderniseringsproject besproken met leveranciers. [8e]
In februari 2020 kondigde SBB aan dat haar 44 SBB ICN-kanteltreinen tussen 2021 en 2029 geschikt zullen worden gemaakt voor nog eens 20 jaar gebruik in de onderhoudswerkplaats van SBB in Yverdon-les-Bains. Wederom zijn het interieur en de mobiele telefoonontvangst verbeterd.

## Namen
De SBB heeft de volgende namen van beroemde Zwitserse kunstenaars en geleerden op de treinen geplaatst:
| treinstel | naam                                              |
| --------- | ------------------------------------------------- |
| 500 000-5 | Le Corbusier (Charles Edouard Jeanneret - Gris)   |
| 500 001-3 | Jean Piaget                                       |
| 500 002-1 | Annemarie Schwarzenbach                           |
| 500 003-9 | Germaine de Staël (Anne-Louise Germaine de Staël) |
| 500 004-7 | Mani Matter (Hans Peter Matter)                   |
| 500 005-4 | Johann Heinrich Pestalozzi                        |
| 500 006-2 | Johanna Spyri (Johanna Louise Heusser)            |
| 500 007-0 | Albert Einstein                                   |
| 500 008-9 | Vincenzo Vela                                     |
| 500 009-6 | Friedrich Dürrenmatt                              |
| 500 010-4 | Robert Walser                                     |
| 500 011-2 | Blaise Cendrars (Frédéric-Louis Sauser)           |
| 500 012-0 | Jean Rudolf von Salis                             |
| 500 013-8 | Denis de Rougemont                                |
| 500 014-6 | Max Frisch                                        |
| 500 015-3 | Jean-Jacques Rousseau                             |
| 500 016-1 | Alice Rivaz (Alice Golay)                         |
| 500 017-5 | Willi Ritschard                                   |
| 500 018-7 | Adolf Wölflin                                     |
| 500 019-5 | Friedrich Glauser                                 |
| 500 020-3 | Jeanne Hersch                                     |
| 500 021-1 | Jeremias Gotthelf (Albert Bitzius)                |
| 500 022-9 | Expo.02: Carl Spitteler + Hermann Hesse           |
| 500 023-7 | Charles Ferdinand Ramuz                           |

| treinstel | naam                                              |
| --------- | ------------------------------------------------- |
| 500 024-5 | Ernest von Stockalper                             |
| 500 025-2 | Xavier Stockmar                                   |
| 500 026-0 | Alfred Escher (Johann Heinrich Alfred Escher)     |
| 500 027-8 | Henry Dunant                                      |
| 500 028-6 | Franceso Borromini                                |
| 500 029-4 | Eduard Spelterini (Eduard Schweizer)              |
| 500 030-2 | Louis Chevrolet                                   |
| 500 031-0 | Louis Favre                                       |
| 500 032-8 | Henri Dufaux                                      |
| 500 033-6 | Gallus Jakob Baumgartner                          |
| 500 034-4 | Gustav Wenk                                       |
| 500 035-1 | Niklaus Riggenbach                                |
| 500 036-9 | Minister Kern (Johann Konrad Kern)                |
| 500 037-7 | Grock (Charles Adrien Wettach)                    |
| 500 038-5 | Arthur Honegger                                   |
| 500 039-3 | Auguste Piccard                                   |
| 500 040-1 | Graf Zeppelin (Ferdinand Adolf Graf von Zeppelin) |
| 500 041-9 | William Barbey                                    |
| 500 042-7 | Steivan Brunies                                   |
| 500 043-5 | Harald Szeemann                                   |

## Treindiensten
De ICN-treinen worden door de SBB ingezet op de trajecten:
- IC 2/IC 21 Basel-/Zürich HB - Arth-Goldau - Bellinzona - Lugano (- Chiasso) enkele slagen
- IC 5 Rorschach - St. Gallen - Zürich HB - Biel/Bienne - Lausanne
- IC 51 Basel SBB - Delémont (stad) - Biel/Bienne
- IR 36 Basel SBB - Zürich HB - Zürich Flughafen via Bözberglinie

### Historische inzet
In het verleden werd de RABDe 500 op de Gotthardspoorlijn ingezet op de IC 2 en IC 21 op de routes Basel - Luzern/Zurich - Zug - Arth Goldau - GotthardBahn naar Bellinzona/Lugano/Locarno/Chiasso. Vanaf 2017 werd deze route verlegd via de Gotthard-basistunnel. Omdat de kantelbakfunctionaliteiten niet meer nodig zijn en door de nieuwe tunnels nu dubbeldekstreinstellen ingezet kunnen worden voor IC 2 en IC 21 zijn de diensten van RABDe 500 vervangen door RABe 501 (SBB Giruno) en RABDe 502 (Swiss Twindexx).

## Foto's

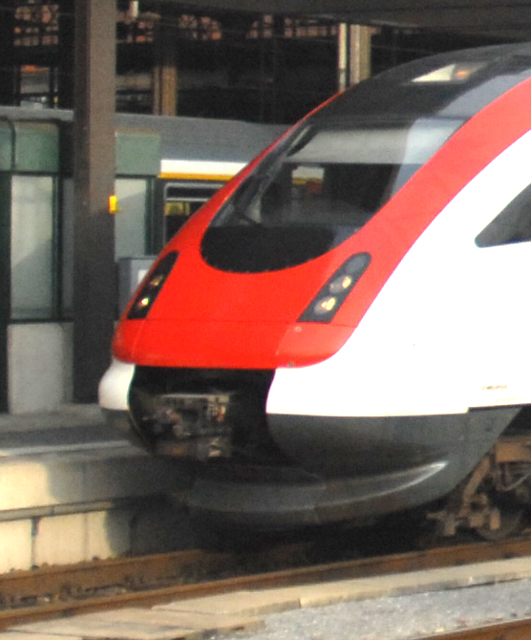
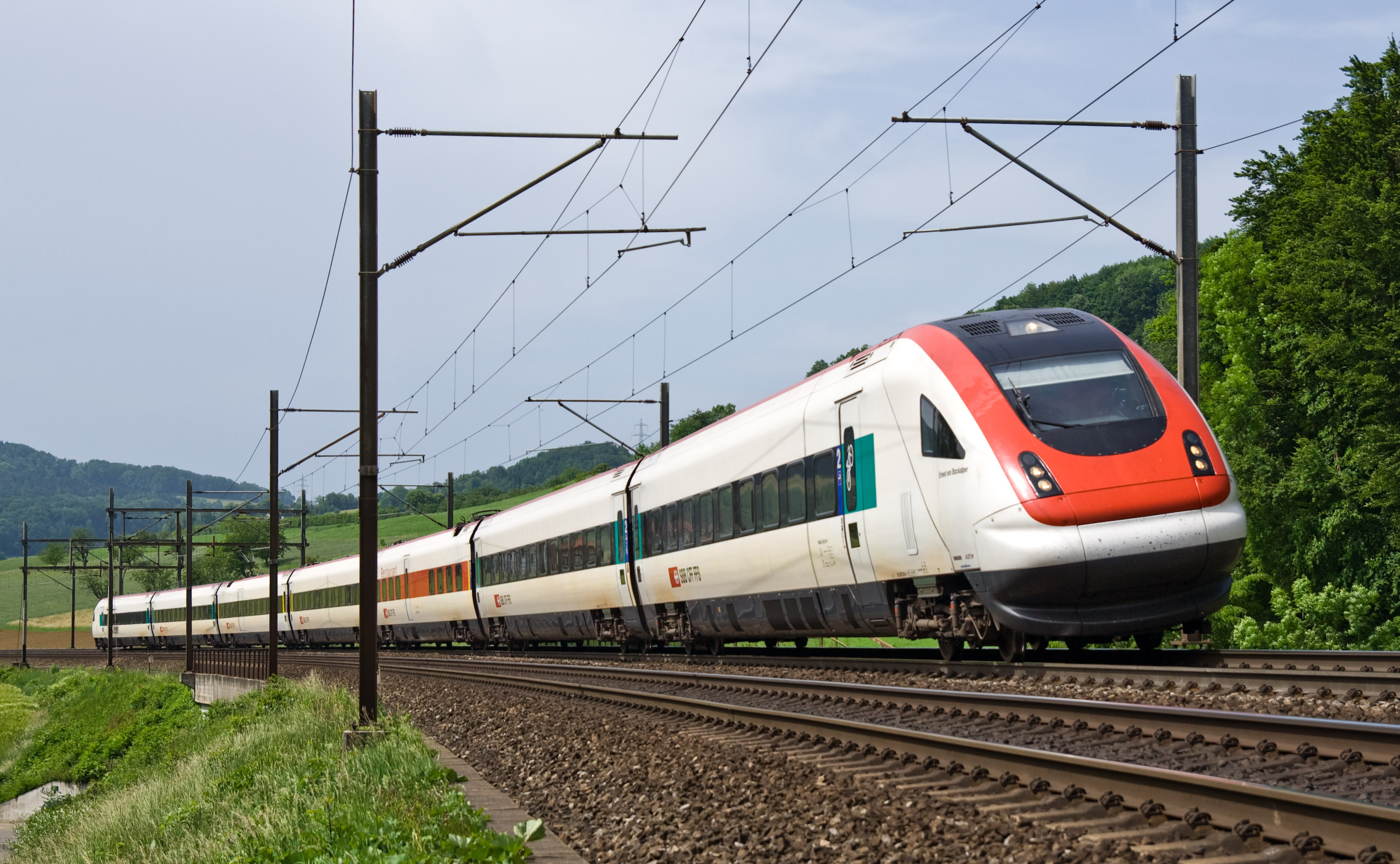
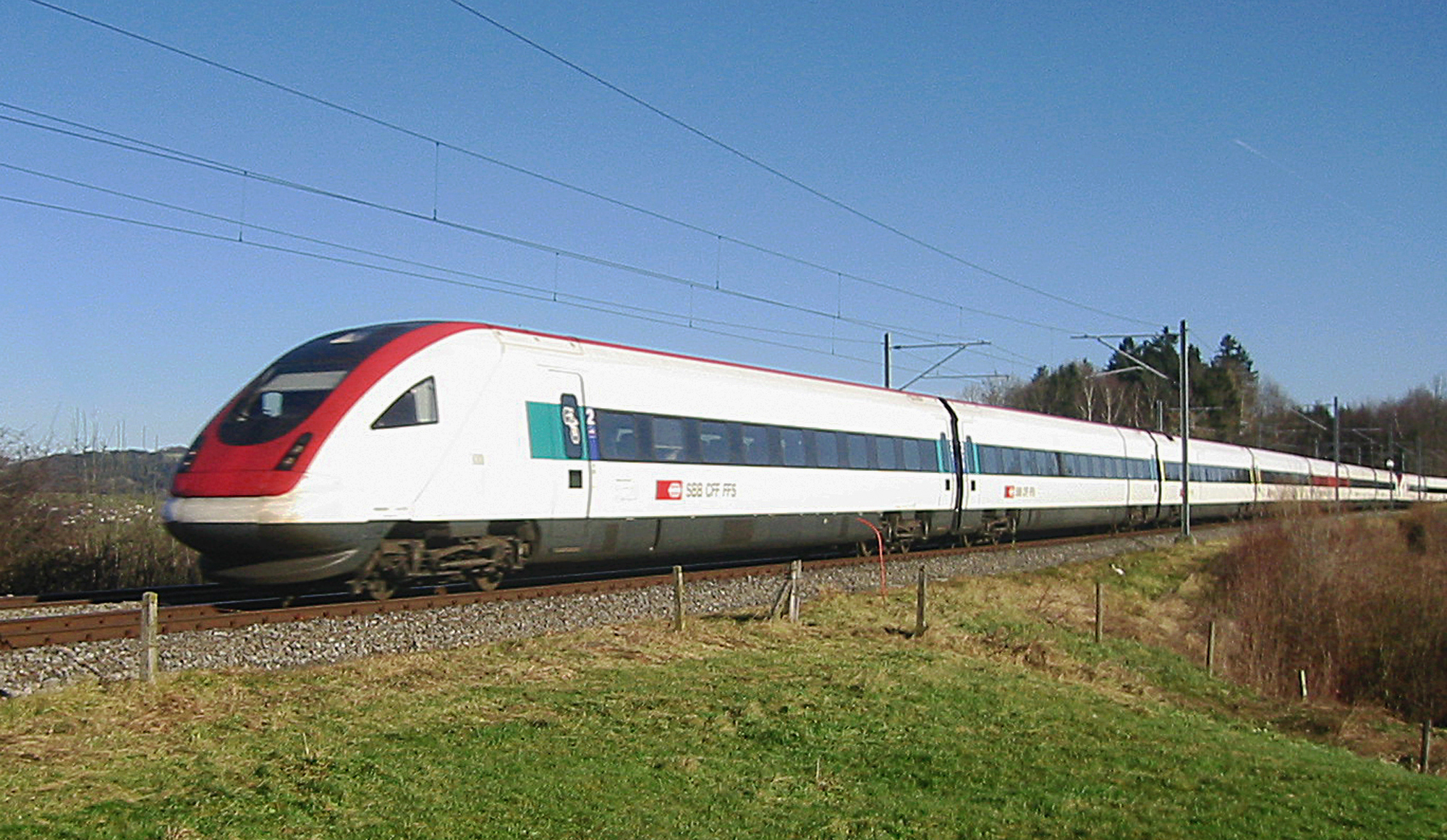
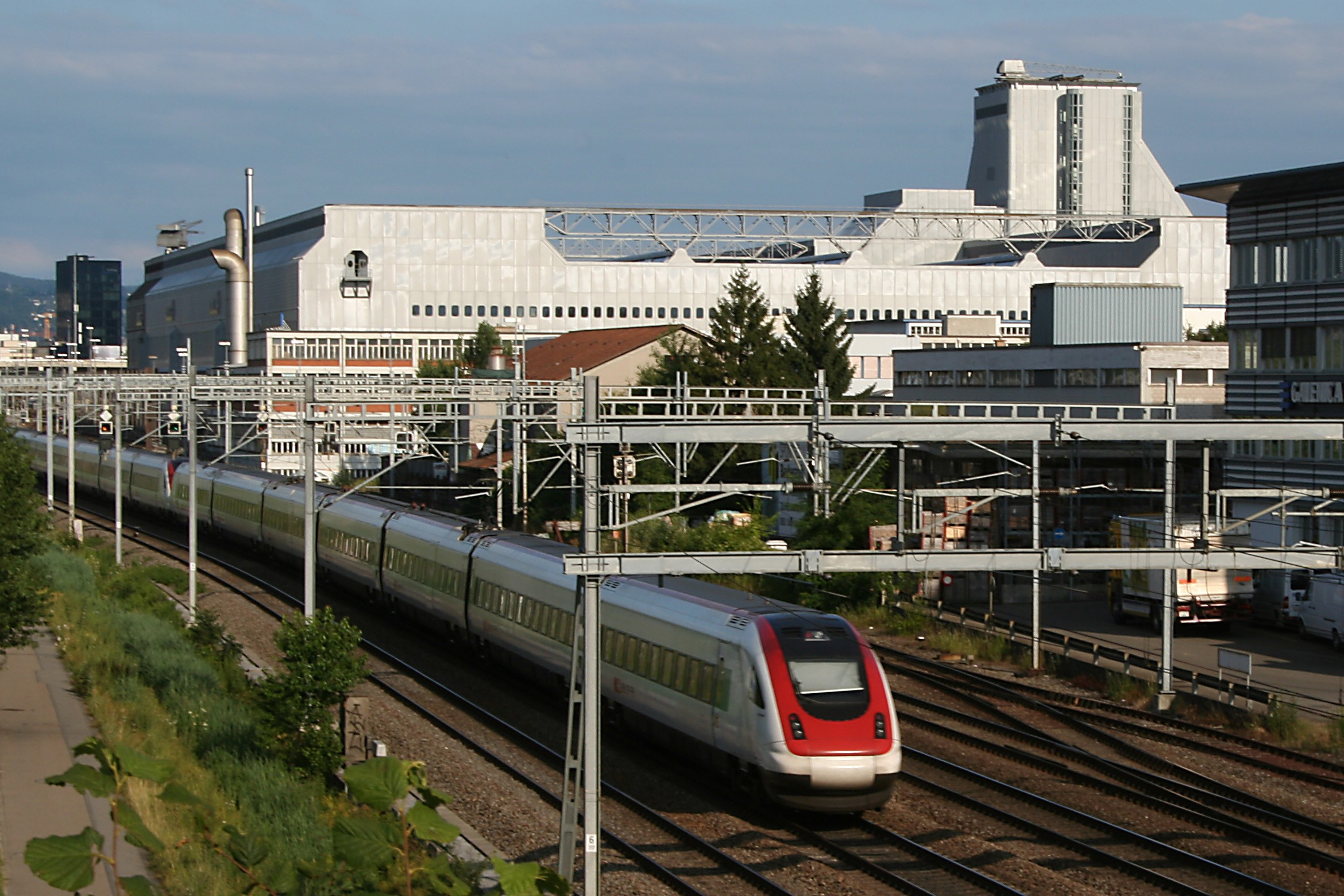
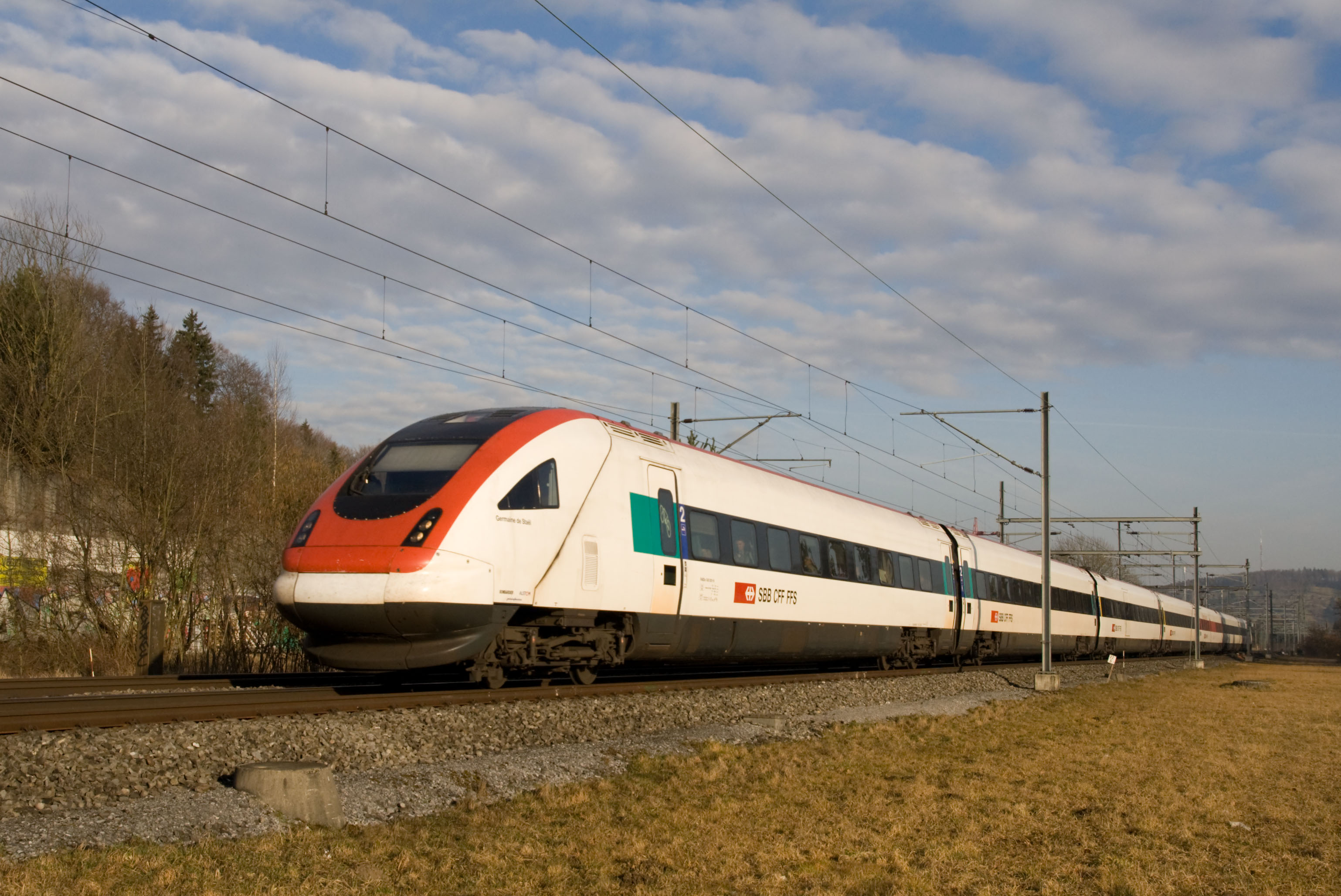
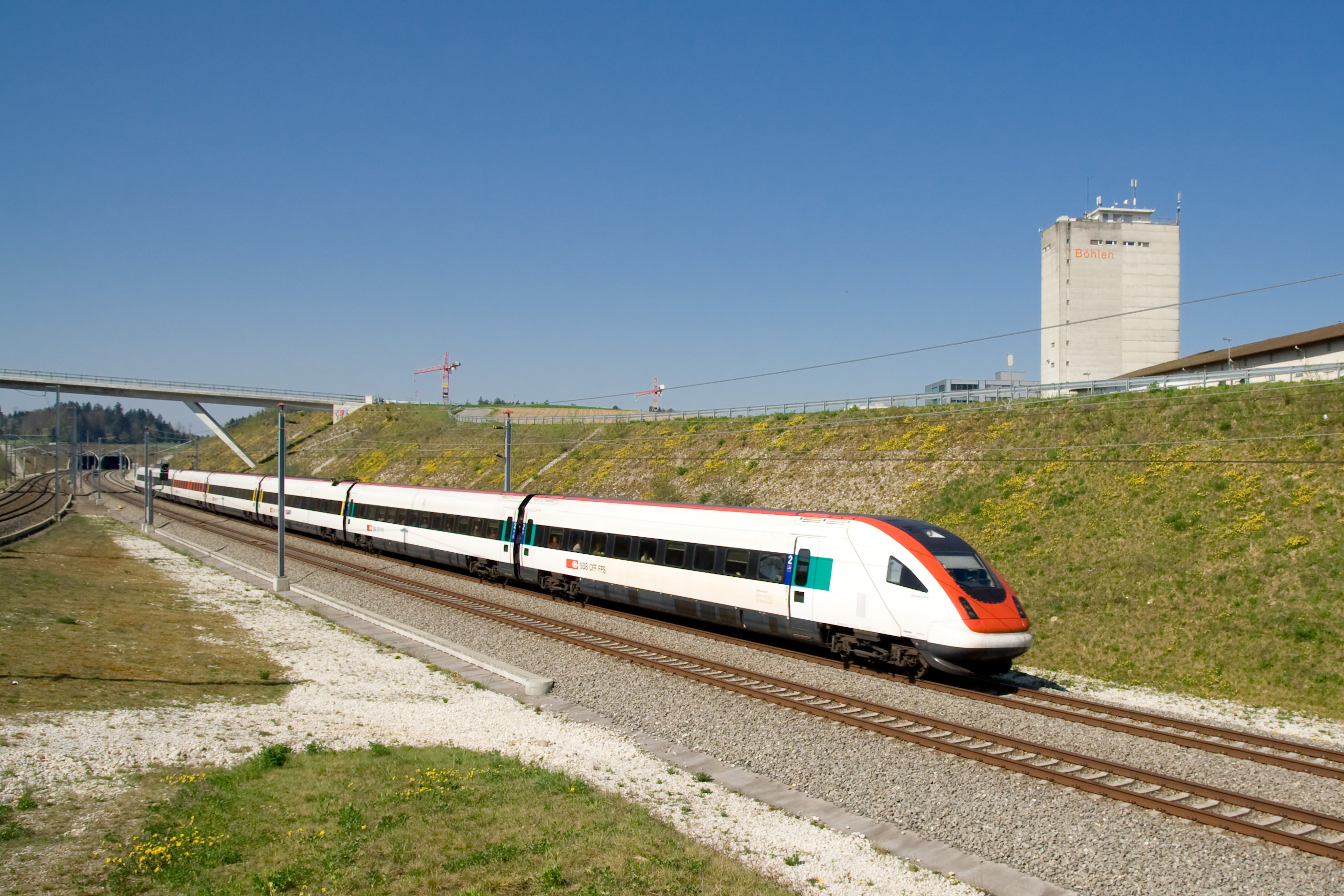
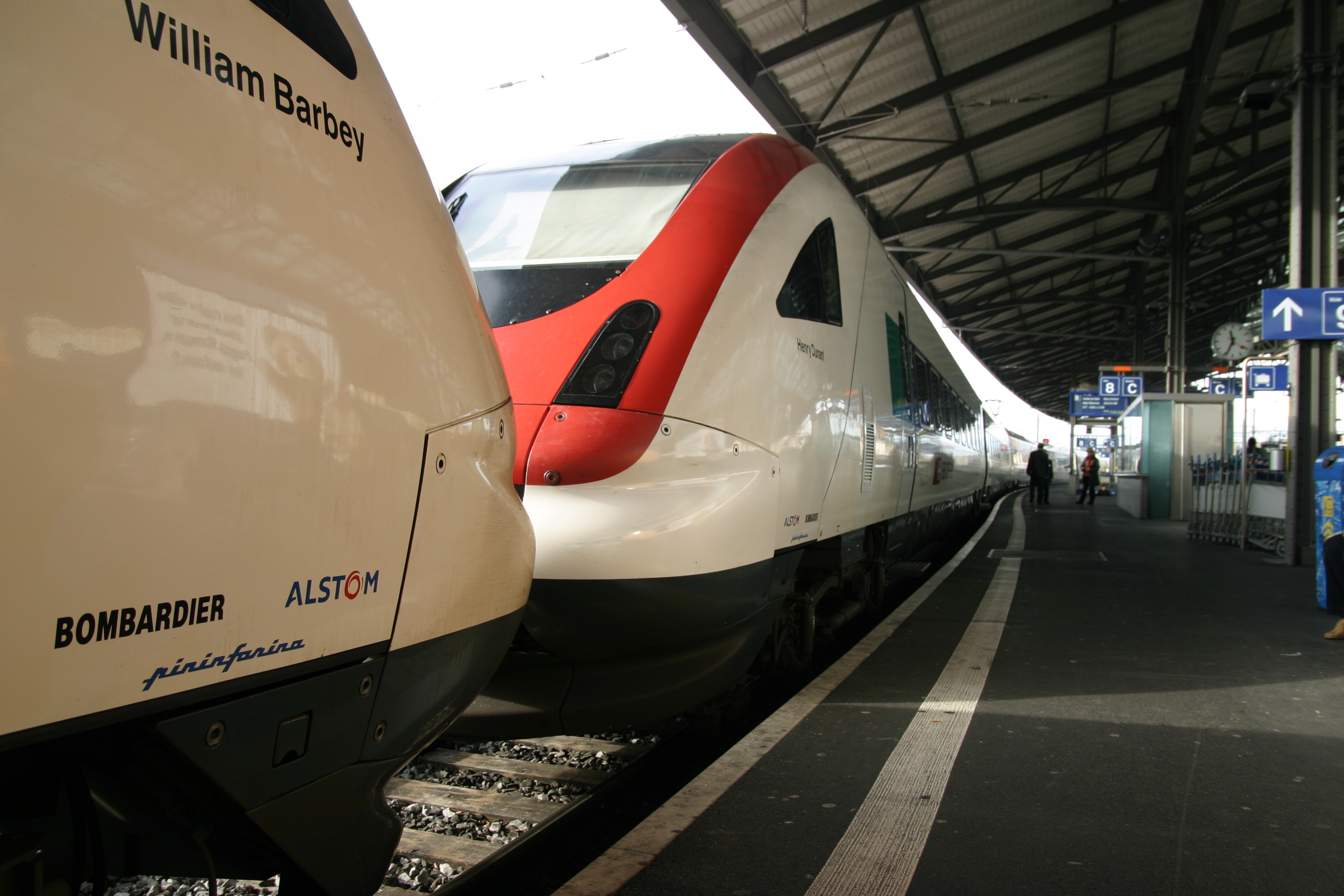
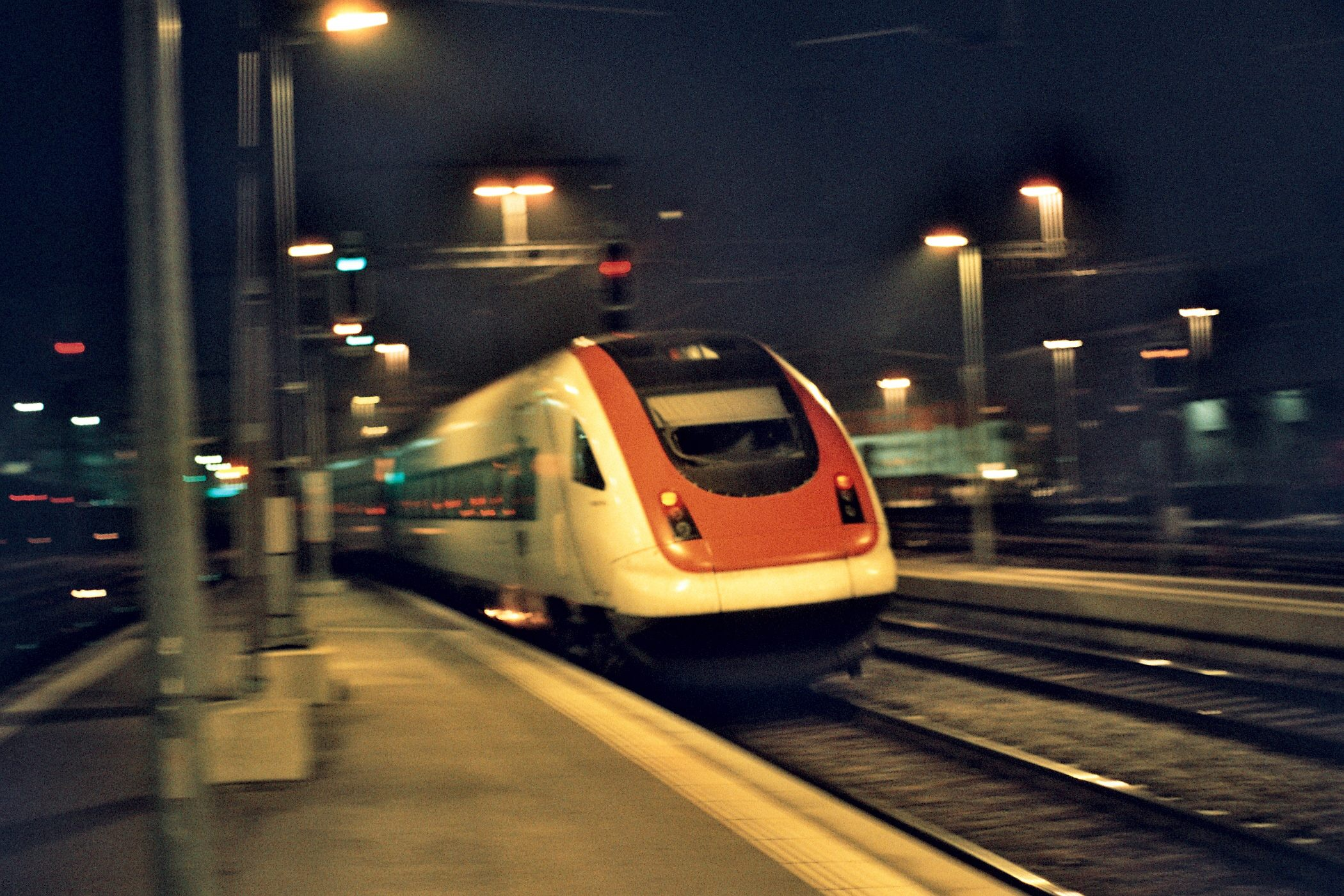
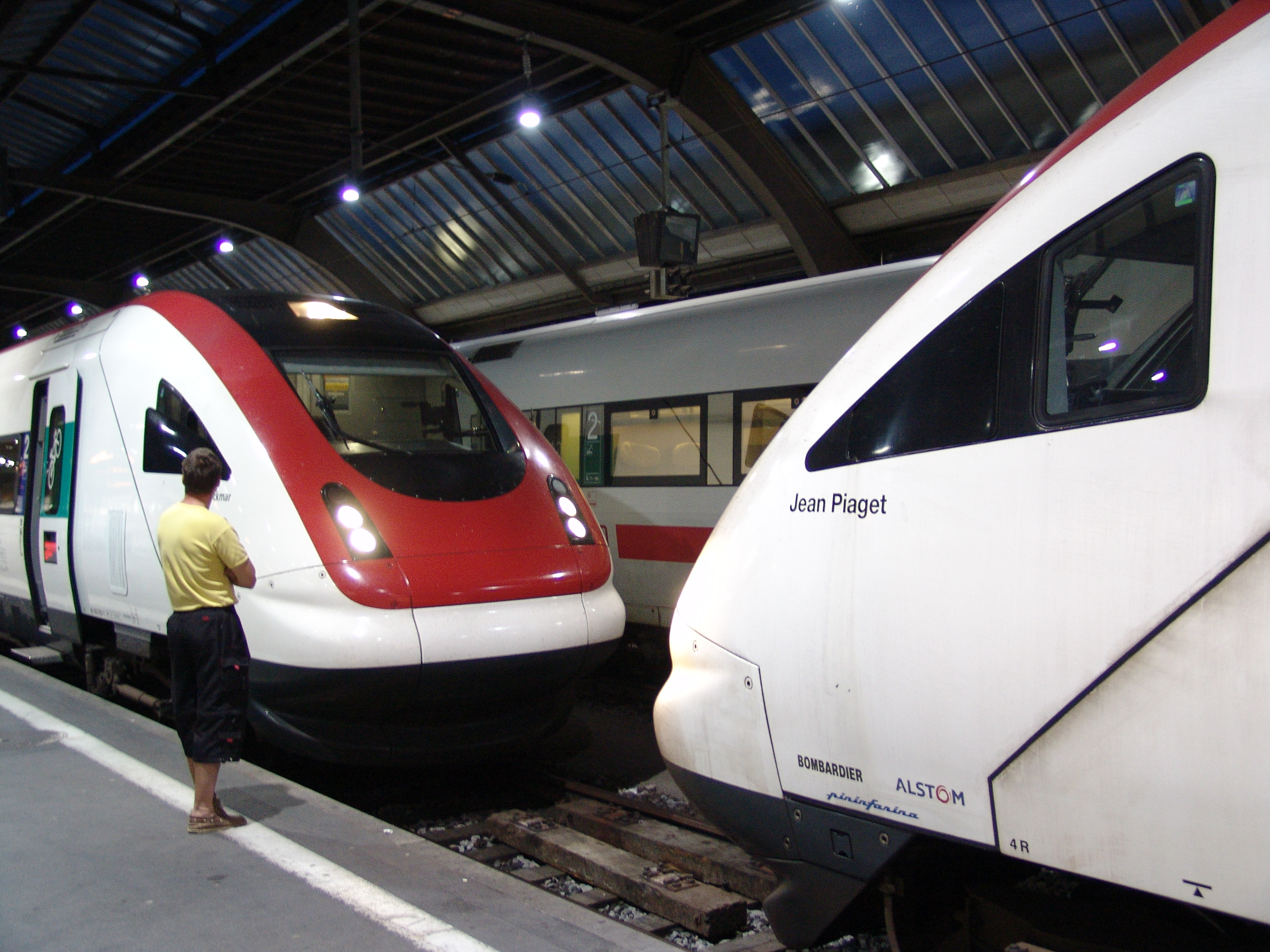